# Notheme erota
Espèce
Notheme erota est un insecte lépidoptère appartenant à la famille  des Riodinidae et au genre Notheme dont il est le seul représentant.

## Taxonomie
Notheme erota a été décrit par Pieter Cramer en 1780 sous le nom de Phalaena erota

### Sous-espèces
- Notheme erota erota; présent au Surinam et en Guyane.
- Notheme erota agathon (C. & R. Felder, 1865); présent au Brésil
- Notheme erota angellus Stichel, 1910; présent au Paraguay.
- Notheme erota diadema Stichel, 1910; présent au Mexique, en Bolivie et au Pérou.
- Notheme erota hemicosmeta Seitz, 1917; présent au Brésil[1].

### Nom vernaculaire
Il se nomme Tawny Metalmark en anglais.

## Description

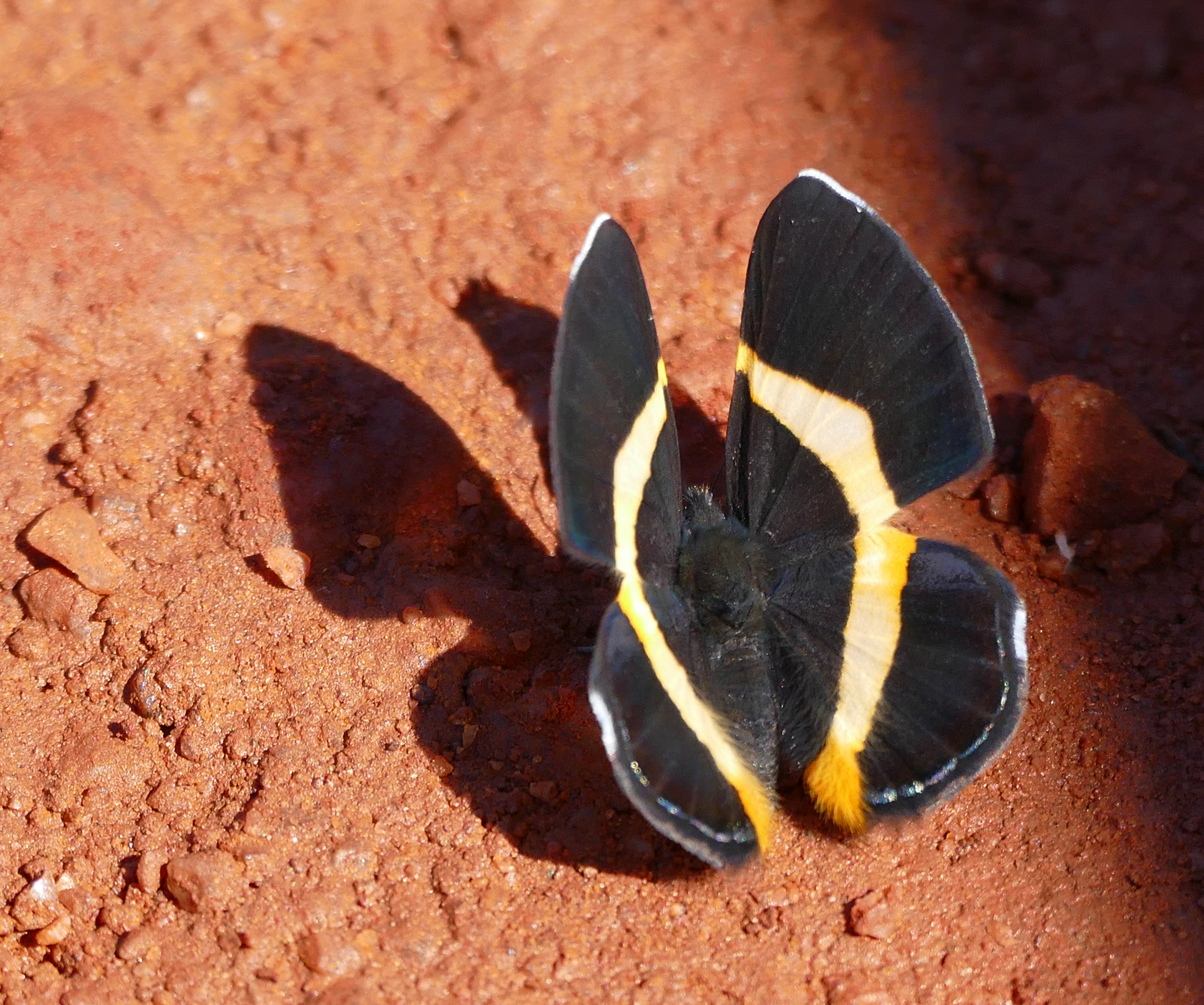
Notheme erota (Mato Grosso, Brésil)

Notheme erota est un papillon de couleur marron à noire suivant les sous-espèces aux ailes antérieures angulaires. Une barre blanche coupe les ailes antérieures du milieu du bord costal au milieu du bord interne et aux ailes postérieures du tiers externe du bord costal, au dessus d'une petite tache orange, jusqu'à une grosse tache orange à l'angle anal. Les ailes postérieures présentent une fine ligne submarginale argentée.

## Biologie

### Plante hôte
Olyra latifolia pourrait être la plante hôte de Notheme erota diadema.

## Écologie et distribution
Notheme erota est présent au Mexique, au Paraguay, en Colombie, en Bolivie, au Surinam, en Guyane, au Brésil, en Argentine et au Pérou.

### Protection
Pas de statut de protection particulier.